# Imre Földi
Imre Földi (n. 8 mai 1938, Kecskemét, Ungaria – d. 23 aprilie 2017, Tatabánya, Komárom-Esztergom, Ungaria) a fost un halterofil ce a reprezentat Ungaria, medaliat olimpic. A participat la 5 ediții ale Jocurilor Olimpice (1960, 1964, 1968, 1972, 1976) în care a câștigat o medalie de aur și două medalii de argint.